# Anya Amasova
Major Anya Amasova (código:Agente XXX) é uma personagem do filme 007 O Espião Que Me Amava (1977) da franquia cinematográfica de James Bond. A personagem não foi criada por Ian Fleming, assim como nenhum do filme, que apenas cedeu o título de seu livro original para o cinema, não permitindo que seus elementos fossem usados. Amasova foi criada pelo escritor e novelista Christopher Wood, que escreveu o enredo e o roteiro do filme. Nas telas, ela é vivida pela atriz norte-americana Barbara Bach.

## Características
Amasova é a melhor agente da KGB, o serviço secreto soviético, e uma espiã à altura de James Bond. Tão inteligente e perita quanto 007 nas artes da espionagem, durante o filme os dois têm várias disputas um tentando suplantar o outro. Do início do filme, quando a personagem odeia o espião e pretende matá-lo quando a missão conjunta deles se encerrar – por ter sido ele o matador de seu namorado, também espião – ao fim do filme, quando se apaixona por ele, Amasova é de grande utilidade pra Bond, que, sem ela, provavelmente não completaria a missão.

## No filme
O primeiro encontro de Bond com Amasova é na presença de M, chefe do MI-6 e do General Gogol, chefe da KGB. Os dois serviços secretos trabalham juntos nesta missão depois que dois submarinos nucleares com mísseis balísticos, um de cada país, desapareceram misteriosamente no mar. Amasova sabe que foi Bond que matou seu namorado, também espião, anteriormente, em cenas mostradas no início do filme, e promete matá-lo, em vingança do amor morto, quando a missão conjunta acabar.
Durante o filme, ela e Bond viajam pelo Egito e pela Sardenha, sempre tentando conseguir vantagem um sobre o outro, e tendo que enfrentar Jaws, o enorme capanga de dentes-de-aço de Karl Stromberg, o grande vilão da história e responsável pelo desaparecimenro dos submarinos, ainda não conhecido por eles.
Depois do encontro com Stromberg e de descobrirem seus megalomaníacos objetivos, Amasova é aprisionada pelo fanático em sua base submarina, Atlantis. Bond vai, de jet-ski, até a base em pleno oceano, mata Stromberg, resgata Amasova fugindo com a agente russa, num bote submarino de escape, antes da base ser explodida pelos torpedos lançados pelo submarino de seu aliado da Marinha dos Estados Unidos na trama, o Capitão Carter. Depois da missão terminada, os dois dentro da nave selada vagando no mar, Amasova aponta uma arma para Bond na intenção de cumprir sua promessa, mas desiste diante da proposta de Bond, de seu direito de condenado a um último desejo, que é tirarem as roupas molhadas e fazerem amor, e os dois caem na cama.

## Repercussão
Anya Amasova é a principal bond-girl de um dos mais bem sucedidos filmes da série e o melhor deles da era de Roger Moore como Bond, segundo ele mesmo. Anya–Barbara Bach, que a vive na tela, é considerada a quinta melhor bond-girl de todos os tempos pela revista Entertainment Weekly e a sétima, pelo site de entretenimentos About.com, filiado ao New York Times.